# Uzer (Altos Pirenéus)
Uzer é uma comuna francesa na região administrativa de Occitânia, no departamento dos Altos Pirenéus. Estende-se por uma área de 3,48 km². Em 2010 a comuna tinha 107 habitantes (densidade: 30,7 hab./km²).